# テディ、ザ・ラフ・ライダー
『テディ、ザ・ラフ・ライダー』 (Teddy, the Rough Rider) は、レイ・エンライトが監督した1940年の短編劇映画。第13回アカデミー賞において短編実写映画賞（二巻）を受賞した。

## あらすじ
この映画は、セオドア・ルーズベルトの政治経歴を描いたもので、ニューヨークの警察署長になった1895年の時点から話が始まる。1897年、ルーズベルトはウィリアム・マッキンリー大統領の下で、海軍次官となる。
1898年に米西戦争が始まると、ルーズベルトは官職を辞して「ラフ・ライダーズ (Rough Riders)」と通称された第1合衆国義勇騎兵隊を率いて参戦した。映画は、1898年7月1日のサンフアンヒルの戦いに焦点を当てる。この戦闘でアメリカ側が勝利を収めたことは、戦争の英雄としてのルーズベルトへの評価の基礎となった。
1900年、ルーズベルトはアメリカ合衆国副大統領になる。ウィリアム・マッキンリーが1901年9月14日に、銃撃で受けた傷が原因で死去したのを受け、ルーズベルトは大統領となった。

## キャスト
- シドニー・ブラックマー - セオドア・ルーズベルト
- ピエール・ワトキン - プラット上院議員（英語版）
- アーサー・ロフト（英語版） - 町のボス、ビッグ・ジム・ラファティ (Big Jim Rafferty, city boss)
- セオドア・フォン・エルツ（英語版） - ウィリアム・ローブ・ジュニア
- クレイ・クレメント（英語版） - エイヴェリー・D・アンドリュース（英語版）
- ダグラス・ウッド（英語版） - マッキンリー大統領
- ロバート・ワーウィック - レナード・ウッド（英語版）大尉
- グレン・ストレンジ（英語版） - ジム・ローリンス (Jim Rawlins)
- セルマー・ジャクソン（英語版） - 閣僚、ジョン・W・リッグス (John W. Riggs)
- エドワード・マクウェイド（英語版） - ラッセル・アルジャー陸軍長官
- エドワード・ヴァン・スローン - エリフ・ルート国務長官（クレジットなし）